# Saragossa seeboldi
Saragossa seeboldi là một loài bướm đêm trong họ Noctuidae.